# 민진주 (조선)
민진주(閔鎭周, 1646년~1700년)는 조선 후기의 문신이다. 인현왕후의 일족으로 본관은 여흥이다. 노론의 핵심 인물이었다.

## 생애
숙종 때인 1685년에 문과에 급제하여 지평, 부수찬, 교리를 지냈고 다시 지평, 부교리, 헌납, 교리, 이조좌랑을 거쳐 헌납, 수찬을 했다. 이후 다시 이조좌랑, 헌납, 교리, 부교리를 거쳐 어사로 나가 민정을 다스린 뒤에 부응교까지 되었지만 기사환국으로 남인이 집권하자 유배되었다. 하지만 갑술환국이 일어난 1694년에 그는 경상도관찰사로 제수되었고 강화유수를 하다가 대사간으로 승진한다. 이후 도승지로 있다가 평안도관찰사로 다시 임명되고 이후 다시 도승지, 대사헌을 거쳐서 사은사로 중국에 다녀온 뒤 부제학, 이조참판, 대사성을 지내고 병조판서가 되어 정경의 반열에 올랐고 대사헌, 이조판서, 판의금부사를 했다.